# Dianthus rigidus
Dianthus rigidus là loài thực vật có hoa thuộc họ Cẩm chướng. Loài này được M.Bieb. mô tả khoa học đầu tiên năm 1808.